# Оверкиль
Оверкиль  — опрокидывание судна вверх килем (днищем). Основная причина оверкиля — недостаточная поперечная или продольная остойчивость судна, не соответствующая условиям плавания. Чаще всего применяется к маломерным прогулочно-спортивным судам. По отношению к полномерным коммерческим судам принят термин «опрокидывание».
Причинами, приводящими к оверкилю, могут быть внешние условия (например, погодные) действующие на судно, которые приводят к превышению угла крена или дифферента над точкой заката диаграммы остойчивости; ошибки управления судном, некорректный технический расчет остойчивости при проектировании судна, нарушение центра масс судна, вызванное неправильным расположением грузов, а также агрессивными действиями: (пробоины ниже ватерлинии, повреждения корпуса судна от торпед). Так в начале XX века борьба за непотопляемость судов привела к появлению герметичных отсеков. Однако, после потопления «Лузитании» в 1915 году стало понятно, что затопление отсеков с одного борта приводит к потере остойчивости, и для коммерческих судов было введено требование затопления отсеков с противоположного борта для предотвращения развития опасного крена. Другим примером потери динамической остойчивости является поднятие трала с рыбой рыболовецким судном, приводящее в случае сильного волнения на море к оверкилю.
В водном туризме оверкиль случается при прохождении порогов, сливов, стоячих валов и других препятствий. На некоторых видах судов (каяки, байдарки) возможно возвращение судна на ровный киль без покидания судна — так называемый эскимосский переворот. «Бублик» — спортивное судно, используемое для сплава по рекам высшей категории сложности — возвращается в нормальное положение самостоятельно.
Благодаря высокой остойчивости яхты также возможно возвращение судна на ровный киль самостоятельно, иногда — с совершением переворота на 360o.